# Asterohedbergella
Asterohedbergella es un género de foraminífero planctónico de la subfamilia Hedbergellinae, de la familia Hedbergellidae, de la superfamilia Rotaliporoidea, del suborden Globigerinina y del orden Globigerinida. Su especie tipo es Hedbergella (Asterohedbergella) asterospinosa. Su rango cronoestratigráfico abarca el Cenomaniense medio-superior (Cretácico superior).

## Descripción
Asterohedbergella incluía especies con conchas trocoespiraladas, de forma planoconvexa y estrellada; sus cámaras eran inicialmente globulares, creciendo en tamaño de forma rápida, y finalmente hemiesféricas, piriformes o subcónicas, con tubuloespinas que se proyectan desde la parte posterior de cada cámara; sus suturas intercamerales eran radiales e incididas; su contorno era subpoligonal, y fuertemente lobulado o estrellado; su periferia era aguda; su ombligo era estrecho y profundo; su abertura era interiomarginal, umbilical-extraumbilical, en forma de arco bajo y protegida con un labio; presentaba pared calcítica hialina, macroperforada con baja densidad de poros, con la superficie lisa o finamente pustulada.

## Discusión
Algunos autores consideraron Asterohedbergella un sinónimo subjetivo posterior de Schackoina. Otros lo consideraron un sinónimo subjetivo posterior de Hedbergella. Clasificaciones posteriores han incluido Asterohedbergella en la superfamilia Globigerinoidea.

## Paleoecología
Asterohedbergella incluía especies con un modo de vida planctónico, de distribución latitudinal tropical-subtropical, y habitantes pelágicos de aguas superficiales (medio epipelágico).

## Clasificación
Asterohedbergella incluye a la siguiente especie:
- Asterohedbergella asterospinosa †